# G.H. Hoffmann sr.
Gerd Herbert Hoffmann sr. (Berlijn, 1931 – 27 februari 2006) was de oprichter van het eerste bedrijfsrecherchebureau van Nederland.
In de Tweede Wereldoorlog vluchtte hij van Duitsland naar Nederland en hij ging daar werken voor de Binnenlandse Veiligheidsdienst. En daarnaast ging hij internationale handel studeren.
Hij richtte Hoffmann Bedrijfsrecherche BV op en dit bedrijf groeide later uit tot marktleider op het gebied van bedrijfsrecherche in Europa. Verder was hij enige tijd directeur van Intelnet: een wereldwijde koepelorganisatie voor recherche- en detectivebureaus. In 1996 ging hij met pensioen en emigreerde naar Alderney, een van de Kanaaleilanden.
Hoffman sr. overleed op 27 februari 2006 op 74-jarige leeftijd en is op 6 maart 2006 gecremeerd op Guernsey.